# Angyali keresztszülők: Wishology!
A "Kívánságtan"  - angolul "Wishology!" a Tündéri keresztszülők egy különleges kiadása, amely egy DVD-n kiadott film is, melyet az USA-ban a Nickelodeon sugárzott. Magyarországon a magyar Nickelodeonon volt a premierje 2011. április 16-án.

## A filmről
A film 2 és fél órányi, 6 teljes Tündéri keresztszülők epizódnyi. Az amerikai premierjét milliók nézték, ott egy este 2 fejezetet adtak, így 3 éjszakán át vetítették. Hazánkban egyszerre adták le 2011. április 16-án reggel és 2011. április 17-én este. A magyar szinkront az SDI Media Hungary szinkronstúdió készítette.
A film egy trilógia. (Wishology! Trilogy!) Három része A nagy kezdet (The Big Beginning), Az izgalmas középsődarab (The Exciting Middle Part) és A végső befejezés (The Final Ending). A filmben rengeteg klasszikus-filmelem van elhelyezve, mint a Harry Potter, A Mátrix, A Terminátor, Star Wars, vagy a Ki vagy, Doki?. A filmben megjelenik továbbá a népszerű KISS zenekar is.
A film 2 és fél órás, összesen 6 Angyali keresztszülők epizódnyi, egy fejezet pedig 2 erejéig tart.

## Történet
1. fejezet: A nagy kezdet
Mikor Timmy kipróbálja az izgalmas életet egy kívánság segítségével, amiben nem egy lúzer, mint a való világban, hanem ő az Egyetlen (The Only One), mint Harry Potter, titkosügynök vagy egy hódító, kívánsága váratlan fordulatot vesz: hirtelen Cosmo, Wanda és Csiribú eltűnnek, ő pedig az unalmas való világ kellős közepén találja magát. Timmy azt gondolja, tündérei csak pár percre mentek el, de aztán azt tapasztalja, hogy szülei egyáltalán nem tudnak létezéséről, és azt hiszik, hogy valamiféle csavargó. Timmy tanácstalanul áll a dolog előtt, majd elmegy az iskolájába, ahol Crocker sem ismeri fel és tudomására adja, hogy a Göncöl-szekér nem is létezik.
Cosmo, Wanda és Csiribú egy gyorsétterem közepén találják magukat váratlanul, rágógumi alakban egy rágógumiautomatában. Rájönnek arra is, hogy Tündérország összes tündére ugyanitt tartózkodik és ők is képtelenek a visszaváltozásra. Értetlenek a dologgal szemben, ők is csak váratlanul rágógumikká lettek. Ekkor jön egy kisgyerek (a karaktertervezése hasonlít Carl-éhoz a Jimmy Neutron c. sorozatból) és megeszi Binky-t. Mint az kiderül, a többiekre is ez a sors vár...
Az iskolában ezalatt érdekesebbnél érdekesebb dolgok történnek: egy óriásrobot ront be oda, aki Timmy Turner-t keresi. Az osztály menekül, ahogy csak tud, kivéve Timmy-t. A robot vele akar végezni, de szerencsére Jurgen még időben érkezik, hogy megmentse. Egy barlangban Jurgen elmondja Timmy-nek, hogy mi is történt...

## Szereplők
- Timmy Turner - Tara Strong/Stukovszky Tamás (a sorozatban régen Kardos Bence)
- Cosmo Cosma - Markovics Tamás (ebben a szinkronban régebben, és a másik szinkronban Gáspár András)
- Wanda Fairywinkle - Náray Erika
- Csiribú Cosma-Fairywinkle - Markovics Tamás (a sorozatban régen Tara Strong)
- Vicky a bébicsősz - Dögei Éva (2-3. fejezet)
- Denzel Crocker - Fekete Zoltán
- Jürgen von Strangle
- Dark Laser (2-3. fejezet)
- Mark Chang (2-3. fejezet)
- Mr. Turner
- Mrs. Turner
- Trixie Tang
- Chester
- AJ
- Cupido
- Juandissimo
- Likvidátor
- Turbó Tajték
- KISS